# Extraliga (Cecoslovacchia)
La Extraliga è stato il massimo campionato di hockey su ghiaccio che si disputava in Cecoslovacchia, nazione la cui rappresentativa era una delle potenze mondiali dell'hockey. Nel 1993, dopo la divisione del Paese, la lega ha subito la stessa sorte: sono così nate l'Extraliga ceca e l'Extraliga slovacca.

## Albo d'oro
- 1993  HC Sparta Prague
- 1992  Dukla Trenčín
- 1991  HC Dukla Jihlava
- 1990  HC Sparta Prague
- 1989  Tesla Pardubice
- 1988  TJ VSŽ Košice
- 1987  Tesla Pardubice
- 1986  TJ VSŽ Košice
- 1985  Dukla Jihlava
- 1984  Dukla Jihlava
- 1983  Dukla Jihlava
- 1982  Dukla Jihlava
- 1981  TJ Vítkovice
- 1980  Poldi SONP Kladno
- 1979  Slovan Bratislava
- 1978  Poldi SONP Kladno
- 1977  Poldi SONP Kladno
- 1976  Sokol Kladno
- 1975  Sokol Kladno
- 1974  Dukla Jihlava
- 1973  Tesla Pardubice
- 1972  Dukla Jihlava
- 1971  Dukla Jihlava
- 1970  Dukla Jihlava
- 1969  Dukla Jihlava
- 1968  Dukla Jihlava
- 1967  Dukla Jihlava
- 1966  ZKL Brno
- 1965  ZKL Brno
- 1964  ZKL Brno
- 1963  ZKL Brno

- 1962  ZKL Brno
- 1961  Rudá hvězda Brno
- 1960  Rudá hvězda Brno
- 1959  Sokol Kladno
- 1958  Rudá hvězda Brno
- 1957  Rudá hvězda Brno
- 1956  Rudá hvězda Brno
- 1955  Rudá hvězda Brno
- 1954  Spartak Sokolovo Prague
- 1953  Spartak Sokolovo Prague
- 1952  Baník Vítkovice
- 1951  Budějovice
- 1950  ATK Prague
- 1949  LTC Prague
- 1948  LTC Prague
- 1947  LTC Prague
- 1946  LTC Prague
- 1944  LTC Prague
- 1943  LTC Prague
- 1942  LTC Prague
- 1941  I. ČLTK Prague
- 1940  LTC Prague
- 1939  LTC Prague
- 1938  LTC Prague
- 1937  LTC Prague
- 1936  LTC Prague
- 1935  LTC Prague
- 1934  LTC Prague
- 1933  LTC Prague
- 1932  LTC Prague
- 1931  LTC Prague